# Sven Renders
Sven Renders est un coureur cycliste belge (né le 12 août 1981 à Wilrijk, Anvers), passé professionnel en 2005.

## Biographie
Il est le frère de Jens Renders.

## Palmarès
- 2003
  - 2e de la Liedekerkse Pijl
- 2004
  - 2e du Circuit Het Volk espoirs
- 2005
  - 3e du Circuit de Lorraine

## Classements mondiaux
| Année           | 2005 | 2006 | 2007 | 2008 | 2009 | 2010 |
| --------------- | ---- | ---- | ---- | ---- | ---- | ---- |
| UCI Europe Tour | 201e | 571e | 553e | 450e | 931e | 652e |